# Superliga de Kosovo 2020-21
La Superliga de Kosovo 2020-21 fue la edición número 22 de la Superliga de Kosovo. La temporada comenzó el 18 de septiembre de 2020 y terminó el 23 de mayo de 2021.
En esta temporada participaron diez equipos, de los cuales está incluido 8 mejores de la temporada pasada y dos ascendidos de la Liga e Parë.

## Sistema de competición
Un total de 10 equipos participar0n entre sí todos contra todos 4 veces, totalizando 36 fechas. Al final de la temporada el primer clasificado se proclamó campeón e irá a la Liga de Campeones 2021-22, el segundo obtuvo un cupo a la Liga de Conferencia Europa 2021-22; por otro lado los dos últimos clasificados descendieronn a la Liga e Parë 2021-22, mientras que el octavo jugará el play-off por la permanencia contra el tercero de la Liga e Parë 2020-21.
Un cupo para la Liga de Conferencia Europa 2021-22 fue asignado al ganador de la Copa de Kosovo.

## Equipos participantes
- En negrita los que llevan licencia de la UEFA.[1]

| Equipo     | Ciudad    | Estadio                    | Capacidad |
| ---------- | --------- | -------------------------- | --------- |
| Arbëria    | Lipljan   | Estadio Sami Kelmendi      | 3200      |
| Ballkani   | Suva Reka | Estadio Suva Reka          | 1500      |
| Besa Pejë  | Pejë      | Estadio Shahin Haxhiislami | 8500      |
| Drenica    | Skenderaj | Estadio Bajram Aliu        | 3000      |
| Drita      | Gnjilane  | Estadio Gjilan City        | 15000     |
| Feronikeli | Glogovac  | Estadio Rexhep Rexhepi     | 2000      |
| Gjilani    | Gnjilane  | Estadio Gjilan City        | 15000     |
| Llapi      | Podujevo  | Estadio Zahir Pajaziti     | 10000     |
| Prishtina  | Pristina  | Estadio Fadil Vokrri       | 13000     |
| Trepça'89  | Mitrovica | Estadio Riza Lushta        | 12000     |

## Tabla de posiciones
| Pos. | Equipo        | Pts. | PJ | G  | E  | P  | GF | GC | Dif. | Clasificación 2021–22                          |
| ---- | ------------- | ---- | -- | -- | -- | -- | -- | -- | ---- | ---------------------------------------------- |
| 1    | Prishtina (C) | 78   | 36 | 24 | 6  | 6  | 65 | 27 | +38  | Ronda preliminar de la Liga de Campeones       |
| 2    | Drita         | 76   | 36 | 22 | 10 | 4  | 58 | 28 | +30  | Primera ronda de la Liga de Conferencia Europa |
| 3    | Ballkani      | 74   | 36 | 23 | 5  | 8  | 79 | 43 | +36  |                                                |
| 4    | Gjilani       | 48   | 36 | 12 | 12 | 12 | 37 | 38 | −1   |                                                |
| 5    | Llapi         | 43   | 36 | 13 | 4  | 19 | 49 | 56 | −7   | Primera ronda de la Liga de Conferencia Europa |
| 6    | Feronikeli    | 42   | 36 | 10 | 12 | 14 | 44 | 36 | +8   |                                                |
| 7    | Drenica       | 42   | 36 | 10 | 12 | 14 | 34 | 48 | −14  |                                                |
| 8    | Trepça'89 (D) | 42   | 36 | 12 | 6  | 18 | 38 | 54 | −16  | Play-off de relegación                         |
| 9    | Arbëria (D)   | 40   | 36 | 11 | 7  | 18 | 42 | 58 | −16  | Descenso a la Liga e Parë 2021-22              |
| 10   | Besa Pejë (D) | 15   | 36 | 3  | 6  | 27 | 26 | 86 | −60  | Descenso a la Liga e Parë 2021-22              |

Actualizado a los partidos jugados el 23 de mayo de 2021.
 Fuente: Soccerway
Notas:
1. ↑  Llapi obtuvo un cupo para la Primera ronda de la Liga de Conferencia Europa 2021-22, tras ganar la Copa de Kosovo 2020-21.

## Resultados
| Local \ Visitante | ARB | BAL | BES | DRE | DRI | FRN | GJI | LLA | PRI | T89 |
| ----------------- | --- | --- | --- | --- | --- | --- | --- | --- | --- | --- |
| Arbëria           | —   | 2–4 | 1–0 | 1–0 | 0–1 | 0–0 | 1–0 | 1–2 | 1–1 | 1–2 |
| Ballkani          | 2–1 | —   | 4–1 | 5–0 | 2–0 | 3–2 | 0–4 | 4–2 | 2–1 | 2–0 |
| Besa Pejë         | 0–3 | 1–4 | —   | 0–0 | 1–4 | 1–1 | 1–2 | 2–2 | 0–2 | 2–1 |
| Drenica           | 0–1 | 1–2 | 2–1 | —   | 0–3 | 1–0 | 0–0 | 0–1 | 1–0 | 2–1 |
| Drita             | 1–1 | 2–1 | 3–1 | 4–1 | —   | 1–1 | 0–0 | 1–0 | 0–0 | 1–0 |
| Feronikeli        | 1–0 | 1–1 | 3–0 | 2–2 | 1–2 | —   | 4–0 | 1–0 | 1–2 | 2–0 |
| Gjilani           | 3–1 | 0–0 | 1–0 | 1–0 | 2–3 | 0–0 | —   | 2–0 | 0–3 | 0–0 |
| Llapi             | 2–0 | 1–3 | 2–0 | 0–1 | 1–2 | 3–2 | 0–1 | —   | 0–2 | 5–0 |
| Prishtina         | 1–0 | 2–1 | 4–0 | 3–0 | 1–1 | 0–0 | 0–2 | 0–0 | —   | 4–2 |
| Trepça'89         | 0–2 | 4–3 | 4–2 | 0–0 | 0–1 | 0–0 | 3–0 | 1–0 | 1–0 | —   |

| Local \ Visitante | ARB | BAL | BES | DRE | DRI | FRN | GJI | LLA | PRI | T89 |
| ----------------- | --- | --- | --- | --- | --- | --- | --- | --- | --- | --- |
| Arbëria           | —   | 2–6 | 2–1 | 1–1 | 1–3 | 0–3 | 3–4 | 3–2 | 0–4 | 0–1 |
| Ballkani          | 2–3 | —   | 4–1 | 2–1 | 0–0 | 1–0 | 1–0 | 1–0 | 0–1 | 4–3 |
| Besa Pejë         | 0–3 | 0–3 | —   | 1–2 | 1–1 | 2–1 | 1–0 | 1–4 | 0–3 | 1–2 |
| Drenica           | 1–1 | 2–1 | 0–0 | —   | 0–3 | 1–1 | 0–0 | 4–2 | 0–1 | 2–0 |
| Drita             | 2–0 | 1–1 | 3–1 | 1–1 | —   | 3–1 | 2–0 | 1–0 | 1–2 | 1–2 |
| Feronikeli        | 0–1 | 0–2 | 3–1 | 1–3 | 0–1 | —   | 1–1 | 4–0 | 2–0 | 3–0 |
| Gjilani           | 1–1 | 1–1 | 5–1 | 0–0 | 1–1 | 1–0 | —   | 0–2 | 1–2 | 2–1 |
| Llapi             | 4–3 | 1–0 | 1–0 | 3–3 | 2–4 | 1–1 | 3–1 | —   | 1–3 | 2–1 |
| Prishtina         | 2–0 | 2–5 | 5–1 | 3–1 | 2–0 | 2–1 | 0–0 | 2–0 | —   | 3–1 |
| Trepça'89         | 1–1 | 0–2 | 1–1 | 2–1 | 0–1 | 0–0 | 2–1 | 1–0 | 1–2 | —   |

## Play-off de permanencia
El penúltimo clasificado de la Superliga se enfrentó al mejor segundo clasificado de la Liga e Parë 2020-21, por un lugar en la Superliga 2021-22.
| 28 de mayo de 2021, 17:00 | Dukagjini             | 2:1 | Trepça'89      |  |  |
|                           | - L. Osmani 52' 90+1' |     | - 30' A. Shala |  |  |

- Dukagjini vence por un resultado de 2-1 y accede a la Superliga de Kosovo.